# تئاتر پالاس، لندن
تئاتر پالاس یا تئاتر پَلس (انگلیسی: Palace Theatre) یک سالن نمایش در لندن، انگلستان است.
این سالن تئاتر که در خیابان راسل قرار دارد در سال ۱۸۹۱ میلادی تأسیس شده و جزئی از تئاتر وست اند محسوب می‌شود. تئاتر پلیس دارای ۱۴۰۰ نفر ظرفیت می‌باشد.